# Santuário de Nossa Senhora do Tojo

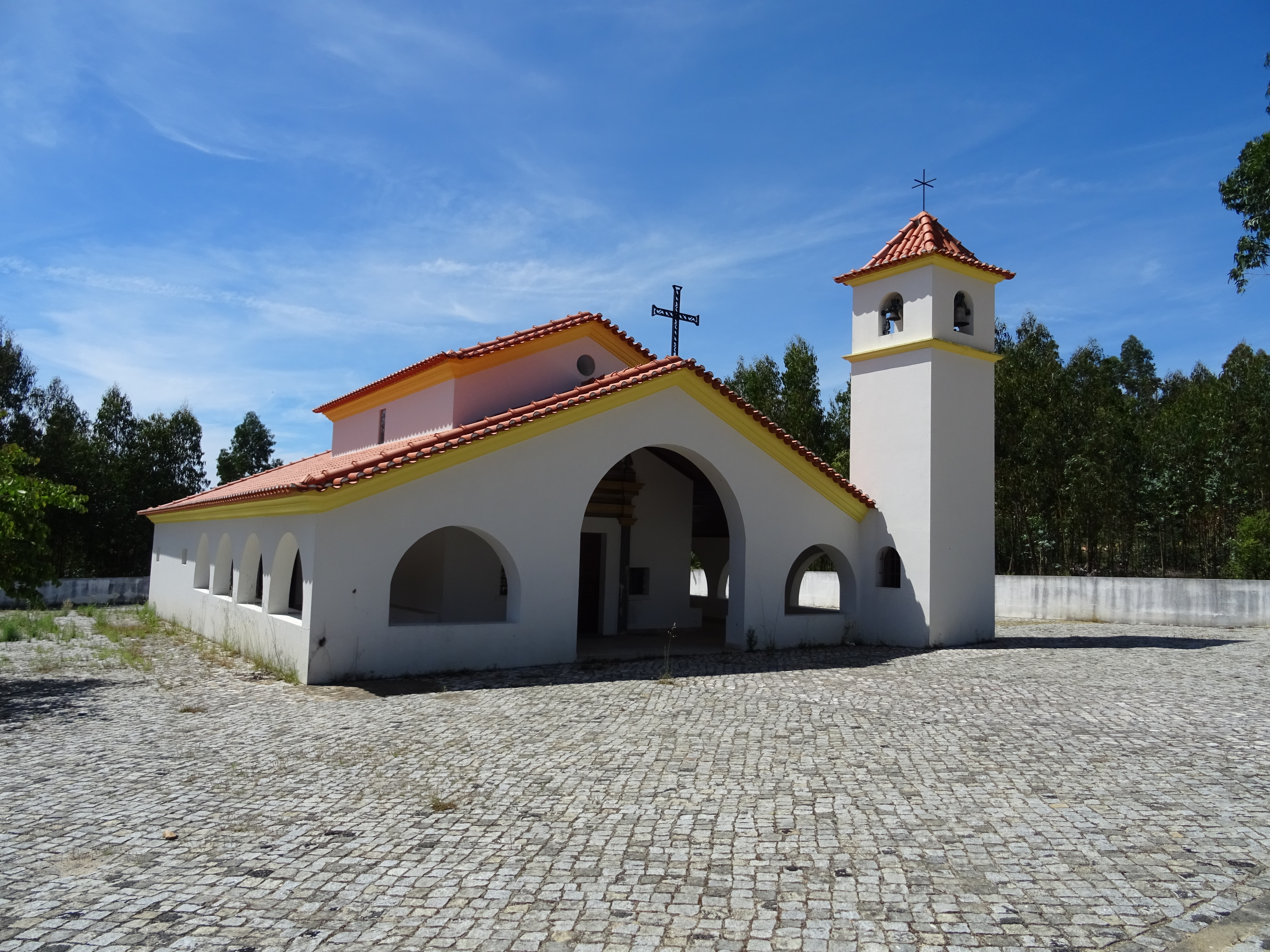
Largo do Santuário de Nossa Senhora do Tojo.

O Santuário de Nossa Senhora do Tojo é um santuário mariano que está localizado a cerca de 2 quilómetros da localidade do Souto, no município de Abrantes, integrado na rota dos santuários  marianos e no roteiro "Rota das Sete Irmãs".
A origem do culto a Nossa Senhora do Tojo ainda é desconhecido, mas sabe-se que a edificação do templo ocorreu no século XIV e no século XV.
Reza a lenda que a designação Senhora do Tojo teve origem nos acontecimentos posteriores a um incêndio que deflagrou no local onde hoje se situa a ermida. Nesse local existia um campo coberto de tojos que, apesar do incêndio não arderam e se tornaram ainda mais verdes.  Um pequeno pastor encontrou no meio desse tojo, uma pequena imagem que levou para casa no capuz do seu capote. Quando a foi retirar do capuz, não a encontrou. A imagem foi encontrada novamente no meio do tojo.

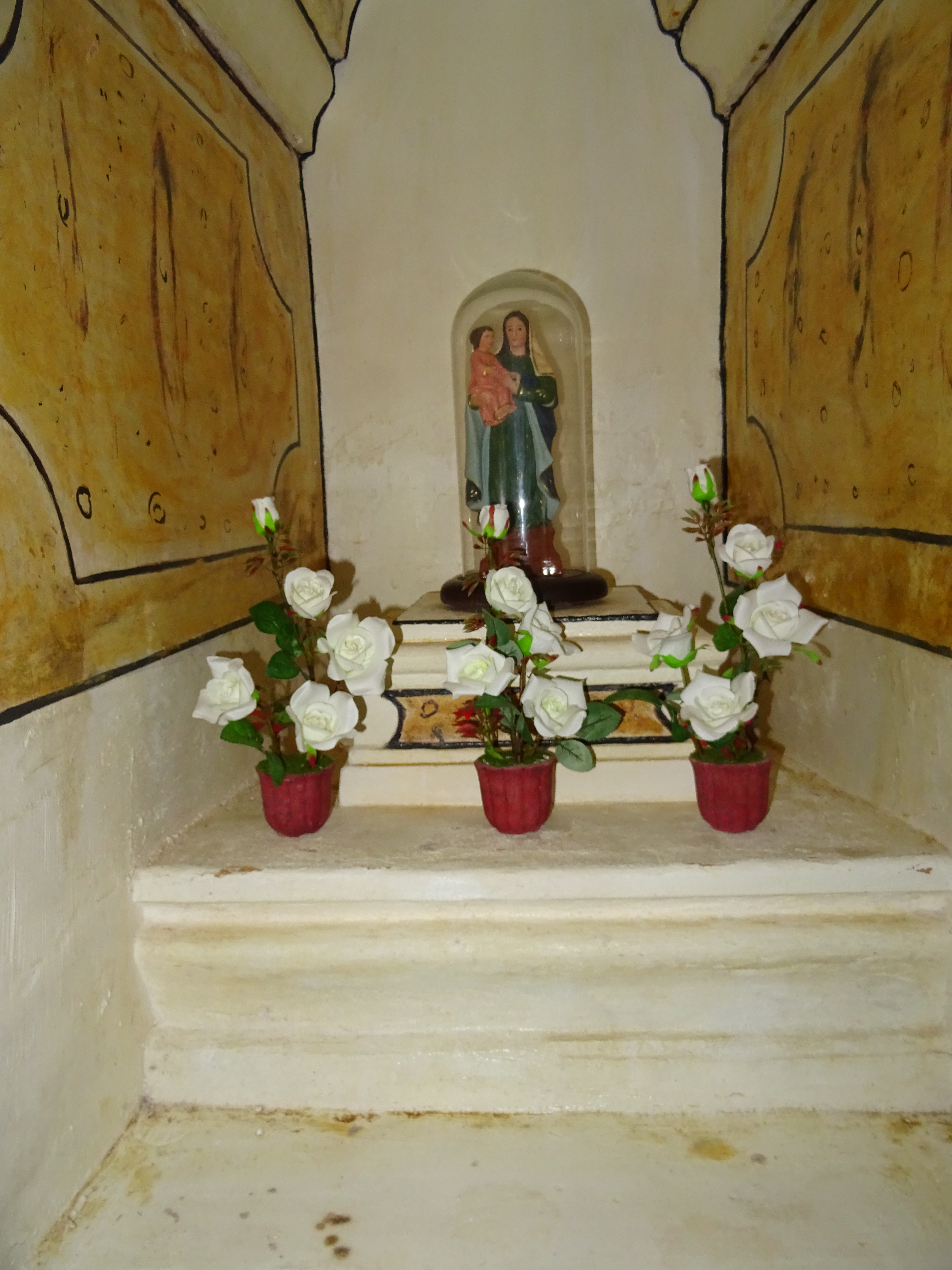
Imagem de Nossa Senhora do Tojo

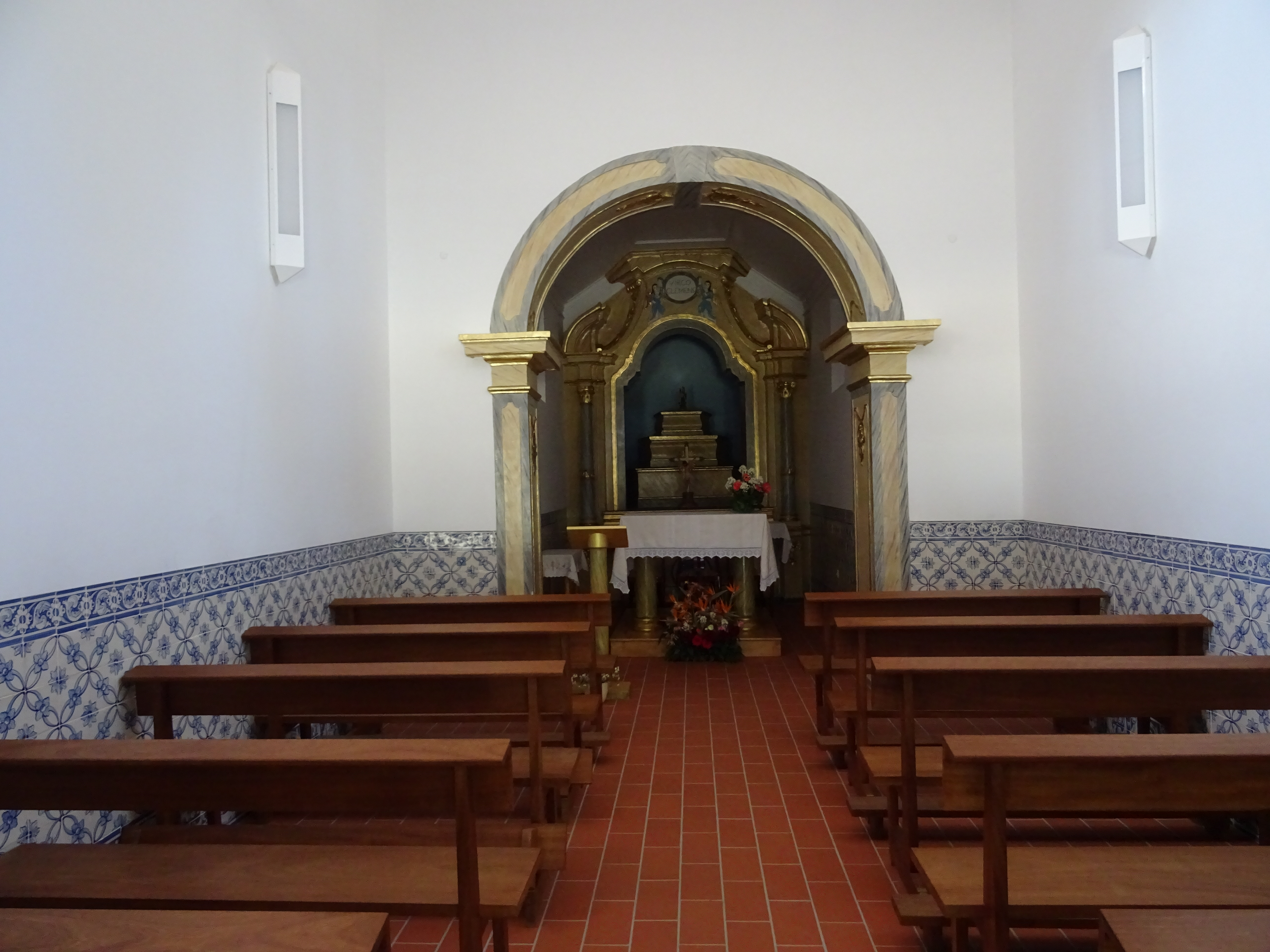
Interior da Ermida de Nossa Senhora do Tojo

## Peregrinações
Tradicionalmente, as peregrinações de romaria ao Santuário de Nossa Senhora do Tojo são realizadas no segundo domingo do mês de Outubro.